# Salvador Bonet Marsillach
Salvador Bonet Marsillach (Reus, 18 de desembre de 1875 - Barcelona, 21 de gener de 1958) va ser un comerciant i polític català.
De família reusenca de comerciants, va ocupar diversos càrrecs en entitats mercantils de la ciutat i a la Cambra de la propietat Urbana i a la Creu Roja local. L'any 1902 va fer societat amb Francesc Cabré Cogul, empresari de La Selva del Camp, i van fundar l'empresa tèxtil «Bonet i Cabré», que es va dissoldre el 1910. Va ser alcalde de Reus el 1914. Segons el seu nebot Josep Maria Fontana, el ministre de Governació José Sánchez Guerra y Martínez li va enviar un telegrama agraint-li la seva dimissió, i Salvador Bonet explicava que ell no havia dimitit d'alcalde. El 1917-1918 va ser president del Reus Deportiu. El 1923 va ser nomenat cònsol general de Romania a Barcelona, on anà a viure i on va morir.